# Christian Bauer (Schachspieler)
Christian Bauer (* 11. Januar 1977 in Forbach) ist ein französischer Schach-Großmeister. Drei Mal war er Meister von Frankreich. 

## Karriere
Bauer gewann 1996 die Einzelmeisterschaft von Frankreich in Auxerre und wurde 1997 Großmeister. 1999 schaltete er in der ersten Runde der FIDE-Schachweltmeisterschaft den Weltmeister von 2004 Rustam Kasimjanov aus, scheiterte dann aber in der zweiten Runde an Péter Lékó.
Unter tragischen Umständen wurde Christian Bauer im August 2012 erneut Französischer Meister in Pau (gemeinsam mit Étienne Bacrot, Romain Édouard und Maxime Vachier-Lagrave). Vor der letzten Runde starb Christian Bauers vier Monate altes Baby. Das Turnier wurde daraufhin abgebrochen und die Teilnehmer des Turniers einigten sich darauf, den mit jeweils 7 Punkten vier Bestplatzierten den Titel zu verleihen.
Mit seiner besten Elo-Zahl von 2682 lag Bauer im August 2012 auf Rang 69 in der Welt.
2015 wurde er zum dritten Mal Meister von Frankreich. 

## Mannschaftsschach

### Nationalmannschaft
In den Jahren 2000, 2002, 2006 und 2012 vertrat Bauer sein Land bei der Schacholympiade, außerdem nahm er zwischen 1999 und 2011 an sechs Mannschaftseuropameisterschaften teil, wobei er 2001 den zweiten und 2005 den dritten Platz in der Mannschaftswertung belegte und 2011 das beste Ergebnis der Reservespieler erreichte.

### Vereine

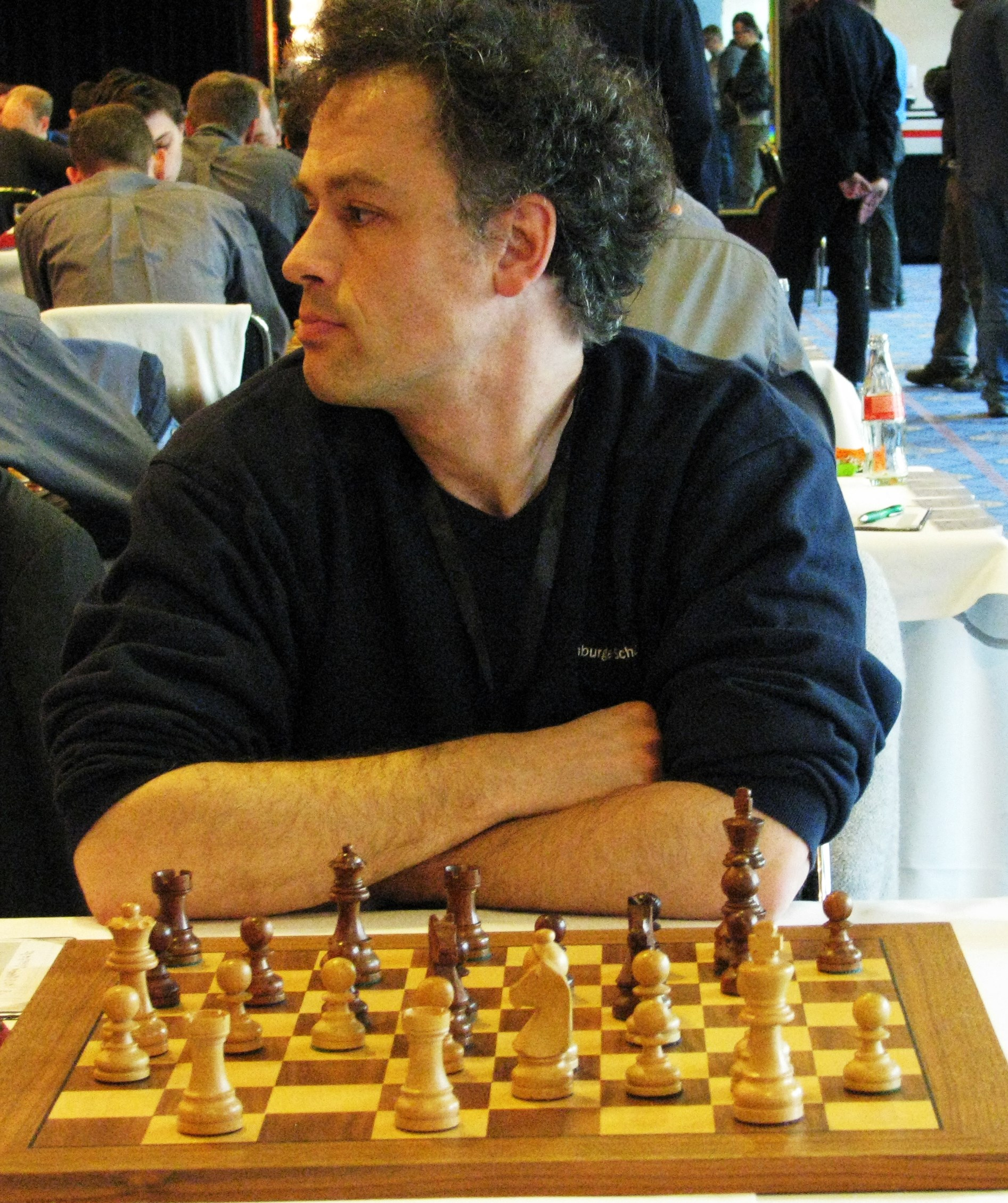
Für den Hamburger SK bei der Bundesliga-Finalrunde 2017 in Berlin

Bauer wurde 2002 mit C. E. M. C. Monaco französischer Mannschaftsmeister, danach spielte er bis 2004 und in der Saison 2005/06 bei Clichy Echecs, in der Saison 2004/05 bei Cannes Echecs, in der Saison 2006/07 bei Paris Chess 15, in der Saison 2007/08 bei Montpellier Echecs, und danach bis 2013 bei Vandœuvre Echecs. In der Saison 2013/14 spielte er bei C. E. de Bois-Colombes, 2019 bei Nice Alekhine.
Bauer spielte in der deutschen Schachbundesliga von 1996 bis 1998 und erneut in der Saison 2003/04 bei SCA St. Ingbert, in der Saison 1998/99 beim SC Viernheim, in der Saison 2000/01 beim TV Tegernsee, von 2001 bis 2003 bei der SG Porz, in der Saison 2006/07 beim SC Remagen und in den Saisons 2015/16 und 2016/17 für den Hamburger SK. Für Ötigheim spielte er in der Saison 2023/24. In Belgien wurde Bauer 2012 mit Cercle des Echecs de Charleroi Mannschaftsmeister und spielte in der Saison 2017/18 für den Koninklijke Gentse Schaakkring Ruy Lopez, in Spanien spielte er für Gros Xake Taldea und wurde mit diesem 2011 spanischer Mannschaftsmeister, in Luxemburg für De Sprénger Echternach. In der Schweizerischen Mannschaftsmeisterschaft spielt Christian Bauer seit 2008 für die Schachgesellschaft Zürich, nachdem er von 2001 bis 2006 für die Schachgesellschaft Biel im Einsatz gewesen war. In der Schweizerischen Gruppenmeisterschaft spielte Bauer von 2012 bis 2014 für den Schachklub Réti Zürich. Bauer wurde 2001, 2004, 2008, 2009, 2010 und 2016 schweizerischer Mannschaftsmeister, 2012/13 und 2013/14 schweizerischer Gruppenmeister.
In Österreich spielt Bauer seit 2012 für den SK Sparkasse Jenbach und wurde mit diesem 2013 und 2015 österreichischer Mannschaftsmeister. In der britischen Four Nations Chess League spielt er seit der Saison 2015/16 für 3Cs. Am European Club Cup nahm Bauer elfmal teil (1998 und 2003 mit Clichy Échecs, 2000 mit Nancy Est Èchecs, 2006 bis 2008 sowie 2010 bis 2012 mit Gros Xake Taldea, 2014 und 2015 mit der SG Zürich) und erreichte dabei 2000 das beste Ergebnis am Spitzenbrett und 2006 das zweitbeste Ergebnis am dritten Brett.

## Spielweise
Bauer ist für seine unkonventionelle Eröffnungsbehandlung bekannt, mit den schwarzen Steinen spielt er auf Großmeisterebene selten anzutreffende Eröffnungen wie die Skandinavische Verteidigung, die Aljechin-Verteidigung oder die Owen-Verteidigung. Über letztgenanntes System hat er 2005 ein Buch geschrieben.

## Werke
- Play 1. … b6: A Dynamic and Hypermodern Opening System for Black. Everyman Chess, 2005, ISBN 1-85744-410-8.
- The Philidor Files. Everyman Chess, 2006, ISBN 1-85744-436-1.
- Play the Scandinavian. Quality Chess, 2010, ISBN 978-1-906552-55-8.
- Candidate Moves: A Grandmaster's Method. Thinkers Publishing, 2018, ISBN 978-94-92510-24-2.